# Koreas Grand Prix 2012
Koreas Grand Prix 2012 var et Formel 1-løb som blev kørt den 14. oktober 2012 på Korea International Circuit i Yeongam i Sydkorea. Det var den sekstende løb i Formel 1 2012 og det tredje Koreas Grand Prix. Løbet ble vundet af Red Bull-køren Sebastian Vettel, som dermed også overtog den samlede føring af Formel 1-serien.

## Resultater

### Kvalificering
| Pla                | Bil | Fører                   | Konstruktør          | Q1         | Q2       | Q3       | Grid |
| ------------------ | --- | ----------------------- | -------------------- | ---------- | -------- | -------- | ---- |
| 1                  | 2   | AUS Mark Webber         | Red Bull-Renault     | 1.38,397   | 1.38,220 | 1.37,242 | 1    |
| 2                  | 1   | DEU Sebastian Vettel    | Red Bull-Renault     | 1.38,208   | 1.37,767 | 1.37,316 | 2    |
| 3                  | 4   | GBR Lewis Hamilton      | McLaren-Mercedes     | 1.39,180   | 1.38,000 | 1.37,469 | 3    |
| 4                  | 5   | ESP Fernando Alonso     | Ferrari              | 1.39,144   | 1.37,987 | 1.37,534 | 4    |
| 5                  | 9   | FIN Kimi Räikkönen      | Lotus-Renault        | 1.38,887   | 1.38,227 | 1.37,625 | 5    |
| 6                  | 6   | BRA Felipe Massa        | Ferrari              | 1.38,937   | 1.38,253 | 1.37,884 | 6    |
| 7                  | 10  | FRA Romain Grosjean     | Lotus-Renault        | 1.38,863   | 1.38,275 | 1.37,934 | 7    |
| 8                  | 12  | DEU Nico Hülkenberg     | Force India-Mercedes | 1.38,981   | 1.38,428 | 1.38,266 | 8    |
| 9                  | 8   | DEU Nico Rosberg        | Mercedes             | 1.38,999   | 1.38,417 | 1.38,361 | 9    |
| 10                 | 7   | DEU Michael Schumacher  | Mercedes             | 1.38,808   | 1.38,436 | 1.38,513 | 10   |
| 11                 | 3   | GBR Jenson Button       | McLaren-Mercedes     | 1.38,615   | 1.38,441 |          | 11   |
| 12                 | 15  | MEX Sergio Pérez        | Sauber-Ferrari       | 1.38,630   | 1.38,460 |          | 12   |
| 13                 | 14  | JPN Kamui Kobayashi     | Sauber-Ferrari       | 1.38,719   | 1.38,594 |          | 13   |
| 14                 | 11  | GBR Paul di Resta       | Force India-Mercedes | 1.38,942   | 1.38,643 |          | 14   |
| 15                 | 18  | VEN Pastor Maldonado    | Williams-Renault     | 1.39,024   | 1.38,725 |          | 15   |
| 16                 | 16  | AUS Daniel Ricciardo1   | Toro Rosso-Ferrari   | 1.38,784   | 1.39,084 |          | 211  |
| 17                 | 17  | FRA Jean-Éric Vergne    | Toro Rosso-Ferrari   | 1.38,774   | 1.39,340 |          | 16   |
| 18                 | 19  | BRA Bruno Senna         | Williams-Renault     | 1.39,443   |          |          | 17   |
| 19                 | 21  | RUS Vitalij Petrov      | Caterham-Renault     | 1.40,207   |          |          | 18   |
| 20                 | 20  | FIN Heikki Kovalainen   | Caterham-Renault     | 1.40,333   |          |          | 19   |
| 21                 | 25  | FRA Charles Pic2        | Marussia-Cosworth    | 1.41,317   |          |          | 242  |
| 22                 | 24  | DEU Timo Glock          | Marussia-Cosworth    | 1.41,371   |          |          | 20   |
| 23                 | 22  | ESP Pedro de la Rosa    | HRT-Cosworth         | 1.42,881   |          |          | 22   |
| 107%-tid: 1.45,082 |     |                         |                      |            |          |          |      |
| —                  | 23  | IND Narain Karthikeyan3 | HRT-Cosworth         | ingen tid3 |          |          | 23   |
| Kilde:             |     |                         |                      |            |          |          |      |

### Løbet
| Pos    | Nr | Fører                   | Konstruktør          | Runde | Tid/Brøt    | Startpos | Poeng |
| ------ | -- | ----------------------- | -------------------- | ----- | ----------- | -------- | ----- |
| 1      | 1  | DEU Sebastian Vettel    | Red Bull-Renault     | 55    | 1.36.28,651 | 2        | 25    |
| 2      | 2  | AUS Mark Webber         | Red Bull-Renault     | 55    | +8,2        | 1        | 18    |
| 3      | 5  | ESP Fernando Alonso     | Ferrari              | 55    | +13,9       | 4        | 15    |
| 4      | 6  | BRA Felipe Massa        | Ferrari              | 55    | +20,1       | 6        | 12    |
| 5      | 9  | FIN Kimi Räikkönen      | Lotus-Renault        | 55    | +36,7       | 5        | 10    |
| 6      | 12 | DEU Nico Hülkenberg     | Force India-Mercedes | 55    | +45,3       | 8        | 8     |
| 7      | 10 | FRA Romain Grosjean     | Lotus-Renault        | 55    | +54,8       | 7        | 6     |
| 8      | 17 | FRA Jean-Éric Vergne    | Toro Rosso-Ferrari   | 55    | +69,5       | 16       | 4     |
| 9      | 16 | AUS Daniel Ricciardo1   | Toro Rosso-Ferrari   | 55    | +71,7       | 211      | 2     |
| 10     | 4  | GBR Lewis Hamilton      | McLaren-Mercedes     | 55    | +79,6       | 3        | 1     |
| 11     | 15 | MEX Sergio Pérez        | Sauber-Ferrari       | 55    | +80,0       | 12       |       |
| 12     | 11 | GBR Paul di Resta       | Force India-Mercedes | 55    | +84,4       | 14       |       |
| 13     | 7  | DEU Michael Schumacher  | Mercedes             | 55    | +89,2       | 10       |       |
| 14     | 18 | VEN Pastor Maldonado    | Williams-Renault     | 55    | +94,9       | 15       |       |
| 15     | 19 | BRA Bruno Senna         | Williams-Renault     | 55    | +96,9       | 17       |       |
| 16     | 21 | RUS Vitalij Petrov      | Caterham-Renault     | 54    | +1 runde    | 19       |       |
| 17     | 20 | FIN Heikki Kovalainen   | Caterham-Renault     | 54    | +1 runde    | 19       |       |
| 18     | 24 | DEU Timo Glock          | Marussia-Cosworth    | 54    | +1 runde    | 20       |       |
| 19     | 25 | FRA Charles Pic2        | Marussia-Cosworth    | 53    | +2 runder   | 242      |       |
| 20     | 23 | IND Narain Karthikeyan3 | HRT-Cosworth         | 53    | +2 runder   | 23       |       |
| Ret    | 22 | ESP Pedro de la Rosa    | HRT-Cosworth         | 16    | Gasspedal   | 22       |       |
| Ret    | 14 | JPN Kamui Kobayashi     | Sauber-Ferrari       | 16    | Kollisjon   | 13       |       |
| Ret    | 8  | DEU Nico Rosberg        | Mercedes             | 1     | Kollision   | 9        |       |
| Ret    | 3  | GBR Jenson Button       | McLaren-Mercedes     | 1     | Kollisjon   | 11       |       |
| Kilde: |    |                         |                      |       |             |          |       |

## Stillingen i mesterskaberne efter løbet
| Nr | +/- | Fører                  | Poeng |
| -- | --- | ---------------------- | ----- |
| 1  | 1   | GER Sebastian Vettel   | 215   |
| 2  | 1   | ESP Fernando Alonso    | 209   |
| 3  |     | FIN Kimi Räikkönen     | 167   |
| 4  |     | GBR Lewis Hamilton     | 153   |
| 5  |     | AUS Mark Webber        | 152   |
| 6  |     | GBR Jenson Button      | 131   |
| 7  |     | GER Nico Rosberg       | 93    |
| 8  |     | FRA Romain Grosjean    | 88    |
| 9  |     | BRA Felipe Massa       | 81    |
| 10 |     | MEX Sergio Pérez       | 66    |
| 11 |     | JPN Kamui Kobayashi    | 50    |
| 12 | 2   | GER Nico Hülkenberg    | 45    |
| 13 | 1   | GBR Paul di Resta      | 44    |
| 14 | 1   | GER Michael Schumacher | 43    |
| 15 |     | VEN Pastor Maldonado   | 33    |
| 16 |     | BRA Bruno Senna        | 25    |
| 17 |     | FRA Jean-Éric Vergne   | 12    |
| 18 |     | AUS Daniel Ricciardo   | 9     |
| 19 |     | GER Timo Glock         | 0     |
| 20 |     | FIN Heikki Kovalainen  | 0     |
| 21 |     | RUS Vitalij Petrov     | 0     |
| 22 |     | BEL Jérôme d'Ambrosio  | 0     |
| 23 |     | FRA Charles Pic        | 0     |
| 24 |     | IND Narain Karthikeyan | 0     |
| 25 |     | ESP Pedro de la Rosa   | 0     |

| Nr | +/- | Konstruktør              | Point |
| -- | --- | ------------------------ | ----- |
| 1  |     | AUT Red Bull-Renault     | 367   |
| 2  | 1   | ITA Ferrari              | 290   |
| 3  | 1   | GBR McLaren-Mercedes     | 284   |
| 4  |     | GBR Lotus-Renault        | 255   |
| 5  |     | GER Mercedes             | 136   |
| 6  |     | SUI Sauber-Ferrari       | 116   |
| 7  |     | GBR Force India-Mercedes | 89    |
| 8  |     | IND Williams-Renault     | 58    |
| 9  |     | ITA Toro Rosso-Ferrari   | 21    |
| 10 |     | RUS Marussia-Cosworth    | 0     |
| 11 |     | MYS Caterham-Renault     | 0     |
| 12 |     | ESP HRT-Cosworth         | 0     |